# Chaca bankanensis
Chaca bankanensis is een straalvinnige vissensoort uit de familie van de grootkopmeervallen (Chacidae). De wetenschappelijke naam van de soort is voor het eerst geldig gepubliceerd in 1852 door Bleeker.